# انجمن صنایع الکترونیک ژاپن
انجمن صنایع الکترونیک ژاپن (EIAJ) که در سال ۱۹۴۸ تأسیس‌شد، یکی از دو سازمان تجارت الکترونیک ژاپنی بود که در انجمن صنایع الکترونیک و فناوری اطلاعات ژاپن (JEITA) ادغام شدند.
قبل از ادغام، ئی‌آی‌اِی‌جِی تعدادی استاندارد صنعت الکترونیک را ایجادکرد که در خارج از ژاپن کاربرد داشته‌است، ازجمله:
- کانکتورهای EIAJ مورد استفاده برای برق DC (ئی‌آی‌اِی‌جِی آرسی-۵۳۲۰ای، ئی‌آی‌اِی‌جِی آرسی-۵۳۲۱، و ئی‌آی‌اِی‌جِی آرسی-۵۳۲۲
- کانکتور پایانه-دی (RC-5237) که به‌جای سه فیش آرسی‌ای برای اتصال‌دهنده‌های ویدیویی مولفه‌ای استفاده می‌شود.
- کانکتور صوتی نوری S/PDIF تی‌اواس‌لینک (ئی‌آی‌اِی‌جِی نوری، آرسی-۵۷۲۰سی).
- فرمت نوار ویدئویی ئی‌آی‌اِی‌جِی-۱، اولین فرمت استانداردشده برای ضبط نوار ویدئویی صنعتی/غیرپخش‌همگانی، که در سال ۱۹۶۹ منتشرشد.

استاندارد دیگر سیستم صوتی تلویزیون چندکاناله است که با سیستم تلویزیون آنالوگ ان‌تی‌اس‌سی-جی استفاده می‌شود. اغلب به سادگی به‌عنوان ئی‌آی‌اِی‌جِی یا گاهی اوقات به عنوان صدای اف‌ام-اف‌ام شناخته می‌شود.

## نامگذاری ترانزیستورها
استاندارد فنی ژاپنی JIS-C-7102 روشی برای توسعه شماره قطعه برای افزاره‌های ترانزیستوری ارائه می‌دهد. شماره قطعه تا پنج فیلد دارد، به عنوان مثال در شماره 2SC82DA:
- اولین رقم «۲» نشان می‌دهد که این افزاره ۳ پایه است (یک دیود دارای پیشوند عدد ۱ است)
- حروف «S» برای تمام نیم‌رساناهای ثبت‌شده EIAJ مشترک است
- حرف زیر قطبیت و کاربرد کلی افزاره را مشخص می‌کند. برای ترانزیستورها:
  - A ترانزیستور PNP فرکانس بالا
  - B ترانزیستور PNP فرکانس پایین
  - C ترانزیستور NPN فرکانس بالای
  - D ترانزیستور NPN فرکانس پایین
  - E تریستور گیت-پی
  - F ترانزیستور تک پیوندی بستر-اِن
  - J ترانزیستور اثر میدانی کانال-پی
  - K ترانزیستور اثر میدان کانال-اِن
  - M تریستور تریود دوطرفه
- اعدادِ درادامه ترتیب کاربرد دریافت‌شده را نشان می‌دهد که از ۱۱ شروع می‌شود
- A حرف پسوند نشان‌دهنده مشخصه‌های بهبودیافته است

## تاریخ
در سال ۱۹۴۸، انجمن صنایع الکترونیک ژاپن برای اولین بار در تایتو، توکیو، ژاپن ظاهرشد. درسال ۲۰۰۰، انجمن صنایع الکترونیک ژاپن با JEIDA ادغام‌شد و مجدداً به JEITA سازماندهی‌شد.